# Coupe du monde de biathlon
Ne doit pas être confondu avec Championnats du monde de biathlon ou IBU Cup.
 (mai 2025).
Si vous disposez d'ouvrages ou d'articles de référence ou si vous connaissez des sites web de qualité traitant du thème abordé ici, merci de compléter l'article en donnant les références utiles à sa vérifiabilité et en les liant à la section « Notes et références ».
La Coupe du monde de biathlon est une compétition qui réunit l'élite mondiale du biathlon durant toute la saison hivernale. Elle est organisée chaque année par l'Union internationale de biathlon. La première édition masculine s'est déroulée en 1978 tandis que la première édition féminine eut lieu dix ans plus tard, en 1987-1988, lors du regroupement des circuits masculin et féminin. La Coupe d'Europe féminine, organisée à partir de l'hiver 1982-1983 jusqu'en 1987, n'avait de caractère continental que le nom et pourrait être considérée comme une Coupe du monde féminine officieuse mais, n'ayant jamais été reclassée rétrospectivement par l'IBU, elle reste toutefois une compétition historique à part.
La compétition englobe une série d'épreuves organisées entre les mois de novembre et de mars sur une dizaine d'étapes prenant place principalement en Europe. Sur le plan individuel, quatre formats d'épreuve figurent au programme de la Coupe du monde : le sprint, la poursuite, l'individuel et la mass start, avec des distances respectivement réduites pour les femmes. Ces épreuves apportent des points pour quatre classements de spécialités           ( petits globes de cristal) qui sont cumulés dans un classement général (gros globe de cristal). Les vainqueurs de la Coupe du monde de biathlon sont l'homme et la femme ayant totalisé le plus de points à l'issue de la saison. Sur le plan collectif, les relais hommes et dames, ainsi que mixte et mixte simple sont également organisés dans le cadre de Coupe du monde et donnent lieu à des classements particuliers par nations. Enfin un classement plus global par nations (un par genre) prenant en compte les résultats de certaines épreuves individuelles et ceux des relais est également établi. Les épreuves des championnats du monde, organisés tous les ans (sauf en année olympique), font partie intégrante de la Coupe du monde mais ne rapportent pas de points pour les classements, à l'exception de ceux de la coupe des nations.
Le record de victoires au classement général est détenu par Martin Fourcade avec sept gros globes de cristal remportés consécutivement chez les hommes et par Magdalena Forsberg avec six gros globes remportés chez les dames. Ole Einar Bjørndalen, avec 95 succès, et Magdalena Forsberg, avec 42 succès, sont respectivement les biathlètes homme et femme qui totalisent le plus grand nombre d'épreuves individuelles remportées.

## Organisation
La Coupe du monde de biathlon se déroule tout au long de 9 étapes organisées à travers le monde, qui la plupart du temps comprennent six épreuves (trois masculines et autant de féminines) disputées en fin de semaine. Outre les étapes régulières, un rendez-vous majeur en février (ou mars) vient ponctuer d'une étape supplémentaire le calendrier de la Coupe du monde. Il s'agit soit des Championnats du monde de biathlon (organisés tous les ans, sauf pour les épreuves olympiques en année olympique), soit des Jeux olympiques d'hiver qui ont lieu tous les quatre ans. Ces évènements font partie de la Coupe du monde mais ne rapportent pas de points pour celle-ci. Depuis les premières éditions, le calendrier n'a cessé de se densifier par la multiplication des étapes et l'introduction de nouvelle épreuves. Avant la saison 2008-2009, l'Union internationale de biathlon avait prévu de porter à 10 le nombre d'étapes par saison, un projet ajourné à cause de l'opposition des fédérations nationales. Cette dixième étape, plus courte que les autres, est finalement ajoutée en ouverture de saison pour les hivers 2020-2021 et 2021-2022, puis retirée des saisons suivantes. Débutant en fin novembre ou début décembre et se terminant à la fin de l'hiver en mars, une saison de Coupe du monde comprend actuellement le plus souvent 26 épreuves individuelles (par genre) ainsi que des relais masculins, féminins et mixtes, pour un total toutes catégories de 65 à 70 épreuves sur l'ensemble de l'exercice.

### Liens avec les championnats du monde et les Jeux olympiques
La Coupe du monde fait son apparition vingt ans après les championnats du monde. Les deux font partie du même calendrier et sont organisés par l'Union internationale de biathlon (précédemment par l'Union internationale de pentathlon moderne et de biathlon). La Coupe du monde est durant les premières années indépendante des mondiaux, mais la connexion entre les deux s'effectue de manière concrète en 1990 lorsque l'organisation des championnats du monde à Minsk en URSS est perturbée par le manque de neige. L'UIPMB est contrainte de déplacer des épreuves de championnat sur une étape de Coupe du monde, à Oslo. Comme les épreuves de championnat se déroulent en lieu et place d'épreuves ordinaires de Coupe du monde, il est décidé que les points des championnats du monde seront intégrés au classement de la coupe du monde. Cette mesure est ensuite conservée. Des déplacements d'épreuves de championnat du monde sur une étape de Coupe du monde en raison de la météo ont à nouveau lieu en 1999 et en 2000. En outre, lors des années olympiques, les championnats du monde des épreuves non-olympiques sont aussi organisés dans le cadre d'une étape de Coupe du monde (1992, 1994, 1998, 2002, 2006 et 2010). À partir de la saison 2022-2023, l'IBU prend la décision de ne plus compter les points des championnats du monde dans les classements individuels et de relais. Néanmoins, les mondiaux comptent toujours pour la Coupe des Nations et les critères de sélection restent étroitement liés à la Coupe du monde.
Les Jeux olympiques font aussi partie du calendrier de la Coupe du monde (une fois tous les quatre ans) et, suivant la même règle appliquée au début des années 1990 pour les mondiaux, ils ont également rapporté des points pour les classements de la Coupe du monde jusqu'en 2010.
Enfin, l'IBU ne fait pas de différence au palmarès et compte les victoires et podiums aux championnats du monde ou aux Jeux olympiques comme des résultats de Coupe du monde.

### Critères de qualification
Pour participer à des épreuves ou à la saison entière de la Coupe du monde, aux Championnats du monde ou aux Jeux olympiques, il faut qu'un sportif remplissent certaines conditions de résultat. Pour cela l'IBU a établi un système de “ points qualificatifs " (IBU Qualifying Point). Le calcul des points s'effectue en prenant en compte sur une épreuve (le sprint et l'individuel uniquement) le temps du biathlète, le temps du vainqueur, un coefficient plus un barème de pénalité pondéré en fonction du niveau réel de la course (Coupe du monde, IBU Cup avec un haut niveau de performance, IBU Cup avec des performances moins relevées etc.). Pour être qualifiable en Coupe du monde, un sportif doit, au cours du ou des trimestres (ou saison entière) de compétition précédent, atteindre un indice de points (moyenne des points obtenus lors des épreuves disputées) qui se situe sous la limite fixée par l'IBU, sachant qu'un biathlète de plus en plus performant a de moins en moins de points. Pour tout biathlète de haut niveau absent du circuit pendant une longue période et qui donc ne remplit pas le critère des points qualificatifs, comme dans le cas d'une sportive de retour après une grossesse, une dérogation peut être facilement accordée pour réintégrer immédiatement le circuit de la Coupe du monde sans avoir à passer par le niveau inférieur (IBU Cup). Les indices de points sont mis à jour à l'issue de chaque « trimestre ». Le système des points qualificatifs a été mis en place au cours de la saison 2014-2015 et remplace l'ancien système qui prenait en compte un calcul plus simple de pourcentage de temps du biathlète par rapport au vainqueur de l'épreuve (limite de 20 % en Coupe du monde et de 17 % en IBU Cup pour les hommes et de 25% en Coupe du monde pour les femmes).

### Biathlètes au départ d'une course
| Rang du pays dans la Coupe des nations | 1 – 5 | 6 – 10 | 11 – 17 | 18 – 23 | 24 – 25 |
| Nombre de places                       | 6     | 5      | 4       | 3       | 2       |

Note : des quotas supplémentaires sont attribués lors de la dernière étape de la saison, pour les meilleures nations en fonction des résultats de l'IBU Cup. Le vainqueur du classement général de l'IBU Cup est normalement concerné et celui-ci apporte également à sa nation un quota supplémentaire pour la première étape de la saison suivante, mais à titre nominatif uniquement (ne peut être cédé à un autre équipier).

## Disciplines

### Épreuves actuelles
- Sprint : le sprint est l'épreuve la plus souvent disputée puisque présente au programme de presque toutes les étapes de Coupe du monde. Il s'agit d'une épreuve contre-la-montre où le biathlète effectue son parcours sans se soucier des autres concurrents. Au départ, les biathlètes s'élancent toutes les 30 secondes pour un parcours de 7,5 km pour les femmes et de 10 km pour les hommes. Le parcours passe à deux reprises devant le stand de tir où 5 cibles sont à abattre avec autant de balles (un tir en position couché suivi d'un tir en position debout). Pour chaque faute au tir, un tour de pénalité de 150 m doit être effectué par le biathlète, ce qui correspond à au moins une bonne vingtaine de secondes de course supplémentaire. Une fois que tous les biathlètes ont terminé la course, celui crédité du meilleur temps remporte l'épreuve.

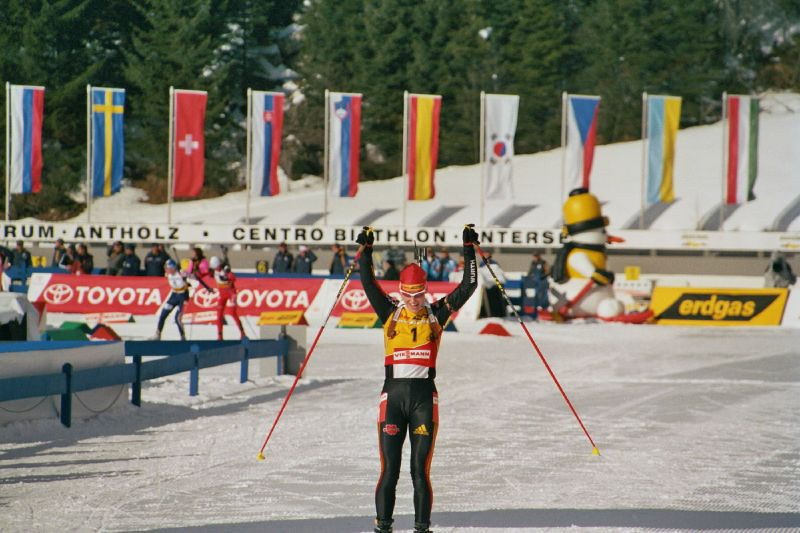
L'Allemande Kati Wilhelm franchissant la ligne d'arrivée d'une poursuite en vainqueur (mars 2006 – Antholz).

- Poursuite : la poursuite est une course en ligne à handicap. Elle se dispute pratiquement toujours à la suite d'un sprint. Les résultats du sprint servent en effet à déterminer les participants (au nombre de 60 au maximum, soit les soixante premiers classés), leur ordre et les écarts sur la ligne de départ. Le vainqueur du sprint s'élance ainsi le premier suivi de son dauphin et des autres biathlètes en respectant les écarts établis à l'issue du sprint. La course féminine fait 10 km tandis que l'épreuve masculine fait 12,5 km. Quatre séances de tir – deux en position couché suivis de deux autres en position debout – sont au programme, une erreur étant sanctionnée d'un tour de pénalité.

- Individuel : l'individuel est l'épreuve originelle du biathlon. Il consiste en un contre-la-montre où toute erreur au tir est sanctionnée d'une minute de pénalité ajoutée immédiatement au temps de course du sportif. Cette épreuve est la plus longue – 15 km pour les femmes et 20 km pour les hommes – et compte quatre séances de tir : deux en position couché, deux en position debout, en alternance. Une fois que tous les biathlètes ont terminé la course, celui crédité du meilleur temps remporte l'épreuve.
- Départ Groupé : le départ groupé[2], ou mass start en anglais, est la plus récente des épreuves individuelles instaurées par l'IBU. Il s'agit d'une course en ligne réservée aux 30 meilleurs biathlètes du moment. En Coupe du monde ordinaire, les biathlètes éligibles sont les 25 premiers du classement général et les 5 meilleurs sur la semaine de compétition qui ne figurent pas dans le top 25 du général. Lors des grands championnats (mondiaux, Jeux olympiques), les élus sont les 15 premiers du classement général et les 15 biathlètes hors du top 15 qui ont marqué le plus de points sur les épreuves des championnats, à commencer par les médaillés. Au départ, les biathlètes sont donc groupés et alignés sur plusieurs rangs, suivant l'ordre du classement général, et ne s'élancent qu'après un coup de feu pour un parcours de 15 km pour les hommes et de 12,5 km pour les femmes. Comme lors d'une poursuite, quatre séances de tir sont organisées, une cible manquée étant sanctionnée d'une boucle de pénalité. En cas de forfait, les remplacements sont prévus pour compléter la liste de départ (un réserviste remplaçant peut être appelé à compléter la liste en fonction du classement général de la Coupe du monde et/ou du classement de la semaine suivant l'athlète ayant déclaré forfait).

- Relais : le relais est une épreuve en ligne qui se dispute par équipe nationale. Chaque relais est composé de quatre biathlètes effectuant chacun deux séances de tir. Les biathlètes disposent de huit balles pour abattre les cinq cibles : les cinq balles du traditionnel chargeur automatique et, si nécessaire, trois balles supplémentaires appelées « pioches » qui sont à charger manuellement dans la carabine, ce qui fait perdre beaucoup de temps par rapport à un tir propre. Toute cible restant non abattue après l'utilisation de toutes les balles oblige le biathlète à effectuer un tour de pénalité. Chez les hommes, chaque biathlète parcourt 7,5 km (d'où l'expression « relais 4 × 7,5 km ») tandis que la distance pour les femmes est de 6 km. En 2005 une épreuve de relais mixte a vu le jour. Un quatuor composé de deux hommes et de deux femmes représente alors chaque pays. Les règles sont les mêmes que le relais classique, mais plusieurs formules existent selon l'ordre de départ défini (les femmes en premier et les hommes en dernier ou inversement) et la distance :  2 x 6 km + 2 x 7,5 km (formule la plus courante et utilisée entre 2007 et 2019), 4 × 6 km ou 4 × 7,5 km. Depuis 2014, il existe également des épreuves de relais mixte simple, où chaque équipe est composée de seulement deux biathlètes : un homme et une femme.

### Caractéristiques et évolution

#### Épreuves individuelles
Au début du biathlon féminin en Coupe du monde, l'épreuve du sprint faisait 5 km tandis que l'individuel était une épreuve de 10 km composée de trois séances de tir. C'est en 1989 que la distance du sprint est portée à 7,5 km alors que celle de l'individuel est portée à 15 km tout en ajoutant un quatrième tir.
Créée au début des années 1990, la poursuite est une épreuve en ligne, la première du genre, où les biathlètes s'affrontent directement sur la piste et non par performance chronométrique interposée. C'est lors de la saison 1996-1997 qu'elle est introduite au calendrier officiel de la Coupe du monde ; organisées à Lillehammer, les premières poursuites de l'histoire de la Coupe du monde sont remportées par les Allemands Sven Fischer et Simone Greiner-Petter-Memm. Les poursuites sont par ailleurs considérées, avec les départs groupés, comme les courses les plus dynamiques. La poursuite peut en effet permettre des remontées spectaculaires de biathlètes relégués lors du sprint. Ainsi, en 2005-2006, le Français Julien Robert termine 10e d'une poursuite organisée à Östersund alors qu'il s'élançait en 60e et dernière position au début de la course. À l'inverse, la poursuite peut permettre d'accroître les écarts déjà importants constitués lors du sprint. Ainsi, en décembre 2001 à Hochfilzen, la Suédoise Magdalena Forsberg, première à l'issue du sprint avec 59 secondes d'avance, porta son avance à 3 min 14 à la fin de la poursuite, un cavalier seul exceptionnel tant il est rare qu'un(e) biathlète domine une course tant sur les skis qu'au tir deux courses de suite.
Plus récent que la poursuite, le départ groupé est testé une première fois lors de l'étape finale de la saison 1996-1997. À Novossibirsk, les vainqueurs de ces épreuves, sur une distance respective de 10 km pour les hommes et 7,5 km pour les femmes, sont l'Autrichien Wolfgang Perner et la Russe Anna Sprung. Le départ groupé est disputé pour la première fois officiellement deux ans plus tard en 1999. Le 13 janvier 1999, à Ruhpolding, le Français Raphaël Poirée et l'Allemande Uschi Disl sont les premiers lauréats officiels de ces départs en masse de 15 km et 12,5 km.
Aux Championnats du monde ou aux Jeux olympiques, la composition de la liste de départ d'un départ groupé diffère des règlements de la Coupe du monde bien que les épreuves disputées dans le cadre de ces deux compétitions comptent pour la Coupe du monde. Ainsi, seuls les 15 premiers du classement général de la Coupe du monde sont directement qualifiés, lesquels biathlètes sont rejoints par les meilleurs biathlètes des Championnats du monde ou Jeux olympiques (selon un classement des points distribués lors des épreuves individuelles précédentes dans les deux compétitions).
À la suite de l'introduction des poursuites et des départs groupés (mass start), le nombre d'individuels inscrits au programme a beaucoup diminué. Parallèlement, le calendrier de la Coupe du monde n'a cessé de se densifier de nouvelles étapes organisées également ailleurs qu'en Europe. Enfin, à l'inverse de la poursuite et du départ groupé, l'individuel paraît moins télégénique pour les médias audiovisuels et plus difficile à suivre en raison de son format long (4 tirs et distance élevée) disputé en contre-la-montre.

#### Épreuves par équipes
Alors que les épreuves individuelles récompensent beaucoup de pays, les courses de relais sont elles souvent l'apanage des « grandes » nations du biathlon comme l'Allemagne, la Norvège, la Russie ou la France. En effet, ces pays qui se distinguent disposent souvent d'un important vivier de biathlètes contrairement aux « petits » pays qui ont parfois du mal à composer une équipe de quatre représentants. Lors d'une course de relais, la victoire est souvent disputée lors de l'ultime relais. Ainsi, lors de la saison 2005-2006, la Russe Olga Zaïtseva et l'Allemande Simone Denkinger sont départagées par la photo-finish. On assiste cependant parfois à des renversements de situation comme en 2007-2008 quand l'Allemande Kati Wilhelm, partie avec 51,1 secondes de retard sur la Norvégienne Ann Kristin Flatland lors du dernier relais, remporte la course avec 24,3 seconde d'avance. Ce jour-là, le quatuor féminin allemand prouve que malgré trois tours de pénalité, il n'est pas impossible de remporter une course de relais si les adversaires n'en font pas.
Chez les femmes, la longueur du parcours des relais a souvent évolué. Initialement, le relais féminin était composé de trois membres qui devaient parcourir chacune 5 km. En 1989, la longueur est portée à 7,5 km tandis qu'un quatrième relais est ajouté en 1991. Une nouvelle modification a lieu en 2003 quand la course de relais est fixée à 4 × 6 km. Cette mesure permet d'accorder davantage de chance aux petites nations en raison de la moindre importance de la partie de ski de fond. L'instauration des relais mixtes en 2004-2005 sert la même ambition.

## Lieux des compétitions
Les compétitions ont lieu sur différents sites, principalement en Europe 
| Pays         | Lieu                                                           | Première   | Dernière   | À venir          |
| ------------ | -------------------------------------------------------------- | ---------- | ---------- | ---------------- |
| Autriche     | Centre de biathlon d'Hochfilzen (de), Hochfilzen               | 1978 (ChM) | 2024       | 2025             |
| Autriche     | Feistritz                                                      | 1986       | 1986       |                  |
| Autriche     | Obertilliach                                                   | 1990       | 1990       |                  |
| Autriche     | Walchsee                                                       | 1990       | 1990       |                  |
| Autriche     | Bad Gastein                                                    | 1994       | 1995       |                  |
| Biélorussie  | Raubichi, Minsk                                                | 1985       | 2022       |                  |
| Bulgarie     | Borovets                                                       | 1987       | 1989       |                  |
| Canada       | Canmore Nordic Centre, Canmore                                 | 1987       | 2024       | 2029             |
| Canada       | Hinton                                                         | 1994       | 1994       |                  |
| Canada       | Valcartier                                                     | 1999       | 1999       |                  |
| Canada       | Vancouver                                                      | 2009       | 2010 (JO)  |                  |
| Chine        | Centre de Guyangshu, Zhangjiakou                               | 2021       | 2022 (JO)  |                  |
| Corée du Sud | Centre d'Alpensia, Daegwallyeong-myeon (Pyeongchang)           | 2008       | 2018 (JO)  |                  |
| Estonie      | Otepää                                                         | 2022       | 2022       | 2026, 2027 (ChM) |
| États-Unis   | Lake Placid                                                    | 1980 (JO)  | 2004       |                  |
| États-Unis   | Soldier Hollow                                                 | 2001       | 2024       | 2029             |
| États-Unis   | Fort Kent                                                      | 2004       | 2011       |                  |
| États-Unis   | Presque Isle                                                   | 2011       | 2016       |                  |
| Finlande     | Sodankylä                                                      | 1978       | 1978       |                  |
| Finlande     | Lahti                                                          | 1980       | 2007       |                  |
| Finlande     | Jyväskylä                                                      | 1988       | 1988       |                  |
| Finlande     | Hämeenlinna                                                    | 1989       | 1989       |                  |
| Finlande     | Kontiolahti                                                    | 1990       | 2024       | 2026             |
| France       | Les Saisies                                                    | 1989       | 1992 (JO)  |                  |
| France       | Stade de Biathlon Sylvie Becaert (de), Annecy-Le Grand-Bornand | 2013       | 2024       | 2025             |
| Allemagne    | Rennsteig-Arena Oberhof (de), Oberhof                          | 1984       | 2025       | 2026             |
| Allemagne    | Ruhpolding                                                     | 1978       | 2025       | 2026             |
| Italie       | Südtirol Arena, Antholz-Anterselva                             | 1978       | 2025       | 2026 (JO)        |
| Italie       | Cesana San Sicario                                             | 2005       | 2006 (JO)  |                  |
| Japon        | Nagano                                                         | 1997       | 1998 (JO)  |                  |
| Norvège      | Bardufoss                                                      | 1979       | 1979       |                  |
| Norvège      | Site national d'Holmenkollen, Oslo                             | 1983       | 2025       | 2026             |
| Norvège      | Steinkjer                                                      | 1989       | 1989       |                  |
| Norvège      | Skrautvål                                                      | 1992       | 1992       |                  |
| Norvège      | Lillehammer                                                    | 1987       | 1998       |                  |
| Norvège      | Beitostølen                                                    | 2005       | 2005       |                  |
| Russie       | Mourmansk                                                      | 1978       | 1978       |                  |
| Russie       | Novossibirsk                                                   | 1992       | 1997       |                  |
| Russie       | Complexe de Laura, Krasnaïa Poliana                            | 2013       | 2014 (JO)  |                  |
| Russie       | Centre de biathlon de Khanty-Mansiïsk (ru), Khanty-Mansiïsk    | 2000       | 2016       |                  |
| Russie       | Tioumen                                                        | 2017, 2018 | 2018       |                  |
| Slovaquie    | Brezno-Orsblie                                                 | 1996       | 2006       |                  |
| Slovénie     | Biatlonski stadion Pokljuka (de), Pokljuka                     | 1992       | 2025       | 2026-2027        |
| Suède        | Boden                                                          | 1986       | 1986       |                  |
| Suède        | Östersund Ski Stadium (en), Östersund                          | 1989       | 2023       | 2025             |
| Suisse       | Biathlon Arena Lenzerheide (de), Lenzerheide                   | 2023       | 2025 (ChM) | 2028             |
| Tchéquie     | Jáchymov                                                       | 1979       | 1979       |                  |
| Tchéquie     | Vysočina Arena (de), Nové Město na Moravě                      | 2012       | 2025       | 2026             |

## Points et classements

### Classements
La Coupe du monde de biathlon s'appuie sur un système d'attribution de points pour chaque course disputée permettant d'établir, tant pour les hommes que pour les femmes, plusieurs classements. Outre le classement général de la Coupe du monde qui prend en compte toutes les épreuves individuelles de la saison, un classement est établi pour chaque discipline particulière : individuel, sprint, poursuite, départ groupé. Des classements, par pays, sont également établis pour les relais (par genre et mixte). Enfin un classement collectif plus global, la Coupe des Nations, prend en compte à la fois les résultats des relais et ceux des courses individuelles disputées en contre-la-montre (individuel et sprint). Le barème appliqué par l'IBU s'efforce de récompenser à la fois la performance, la constance et la régularité.

### Table d'attribution des points
Le barème de points a évolué plusieurs fois depuis les premières éditions de la Coupe du monde. Une cinquième table de points est notamment entrée en vigueur lors de la saison 2022-2023. Ce nouveau système récompense plus généreusement les six premiers de chaque course, le vainqueur d'une épreuve se voyant ainsi attribuer 90 points contre 60 précédemment, le deuxième 75 points contre 54, et le troisième 60 points contre 48. Ce changement s'accompagne de l'abandon de la règle controversée du retrait des plus mauvais résultats de la saison (au nombre de deux, y compris scores nuls ou forfaits, entre 2011 et 2022). L'IBU estime en effet qu'en donnant beaucoup plus de points aux premiers, les éventuels mauvais résultats (qu'il y ait ou non une règle pour les retirer à la fin) devraient avoir un impact insignifiant sur l'ensemble d'une saison. Le barème est ajusté deux ans plus tard (2024), en accordant un peu plus de points pour les places de troisième à neuvième.
| Période / Place | 1  | 2  | 3  | 4  | 5  | 6  | 7  | 8  | 9  | 10 | 11 | 12 | 13 | 14 | 15 | 16 | 17 | 18 | 19 | 20 | 21 | 22 | 23 | 24 | 25 | 26 | 27 | 28 | 29 | 30 | 31 | 32 | 33 | 34 | 35 | 36 | 37 | 38 | 39 | 40 |
| --------------- | -- | -- | -- | -- | -- | -- | -- | -- | -- | -- | -- | -- | -- | -- | -- | -- | -- | -- | -- | -- | -- | -- | -- | -- | -- | -- | -- | -- | -- | -- | -- | -- | -- | -- | -- | -- | -- | -- | -- | -- |
| 1978-1985       | 25 | 24 | 23 | 22 | 21 | 20 | 19 | 18 | 17 | 16 | 15 | 14 | 13 | 12 | 11 | 10 | 9  | 8  | 7  | 6  | 5  | 4  | 3  | 2  | 1  | -  | -  | -  | -  | -  | -  | -  | -  | -  | -  | -  | -  | -  | -  | -  |
| 1985-2000       | 30 | 26 | 24 | 22 | 21 | 20 | 19 | 18 | 17 | 16 | 15 | 14 | 13 | 12 | 11 | 10 | 9  | 8  | 7  | 6  | 5  | 4  | 3  | 2  | 1  | -  | -  | -  | -  | -  | -  | -  | -  | -  | -  | -  | -  | -  | -  | -  |
| 2000-2008       | 50 | 46 | 43 | 40 | 37 | 34 | 32 | 30 | 28 | 26 | 24 | 22 | 20 | 18 | 16 | 15 | 14 | 13 | 12 | 11 | 10 | 9  | 8  | 7  | 6  | 5  | 4  | 3  | 2  | 1  | -  | -  | -  | -  | -  | -  | -  | -  | -  | -  |
| 2008 - 2022     | 60 | 54 | 48 | 43 | 40 | 38 | 36 | 34 | 32 | 31 | 30 | 29 | 28 | 27 | 26 | 25 | 24 | 23 | 22 | 21 | 20 | 19 | 18 | 17 | 16 | 15 | 14 | 13 | 12 | 11 | 10 | 9  | 8  | 7  | 6  | 5  | 4  | 3  | 2  | 1  |
| 2022 - 2024     | 90 | 75 | 60 | 50 | 45 | 40 | 36 | 34 | 32 | 31 | 30 | 29 | 28 | 27 | 26 | 25 | 24 | 23 | 22 | 21 | 20 | 19 | 18 | 17 | 16 | 15 | 14 | 13 | 12 | 11 | 10 | 9  | 8  | 7  | 6  | 5  | 4  | 3  | 2  | 1  |
| 2024 - 2025     | 90 | 75 | 65 | 55 | 50 | 45 | 41 | 37 | 34 | 31 | 30 | 29 | 28 | 27 | 26 | 25 | 24 | 23 | 22 | 21 | 20 | 19 | 18 | 17 | 16 | 15 | 14 | 13 | 12 | 11 | 10 | 9  | 8  | 7  | 6  | 5  | 4  | 3  | 2  | 1  |

| Période / Place | 1 à 21                                                                   | 22 | 23 | 24 | 25 | 26 | 27 | 28 | 29 | 30 |
| --------------- | ------------------------------------------------------------------------ | -- | -- | -- | -- | -- | -- | -- | -- | -- |
| Depuis 2014     | Barème identique à celui de la table d'attribution des points principale | 18 | 16 | 14 | 12 | 10 | 8  | 6  | 4  | 2  |

### Dossards distinctifs

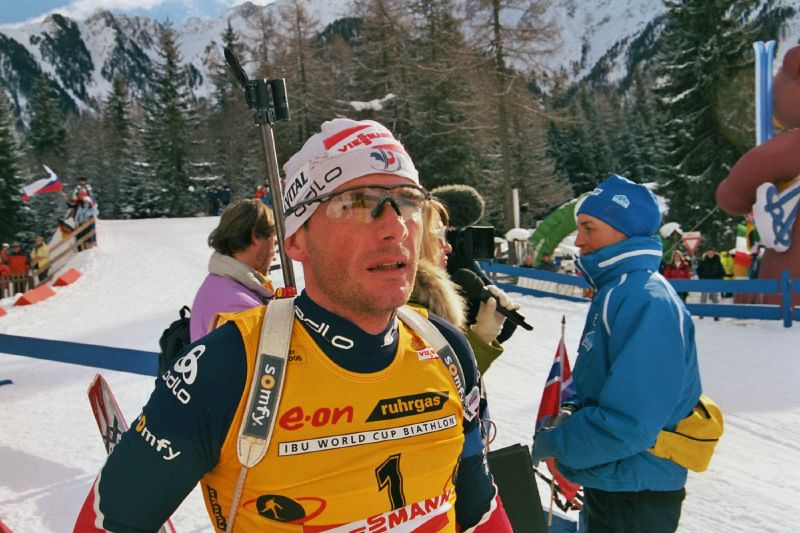
Le Français Raphaël Poirée, vêtu du dossard jaune de leader de la Coupe du monde (mars 2006 – Antholz).

Sur le modèle des maillots distinctifs des courses cyclistes par étapes comme le Tour de France, les leaders des différents classements individuels (général et par discipline) portent un dossard de couleur et sont ainsi identifiables lors des courses. Le premier du classement général de la Coupe du monde porte un dossard jaune lors de toutes les courses individuelles auxquelles il participe. Le leader du classement particulier de l'épreuve qu'il dispute porte un dossard rouge, uniquement à l'occasion de celle-ci. Dans le cas où le leader du classement général est également celui de la discipline concernée, il porte un dossard jaune et rouge. À l'aube de la saison 2020-2021, l'IBU élargit son offre de dossards distinctifs en introduisant un classement des jeunes dont le leader porte un dossard bleu foncé dit « du meilleur jeune ». Initialement il concerne les moins de 25 ans mais en 2024 la limite d'âge est rabaissée à 23 ans. D'autres dossards distinctifs existent mais à titre occasionnel, comme ceux réservés aux biathlètes invités pour la dernière ou la première étape de la saison, de couleur bleu clair (pour le vainqueur de l'IBU Cup) et vert pomme (pour le meilleur biathlète des mondiaux juniors). Au départ de la première épreuve individuelle de chaque nouvelle saison de coupe du monde, les porteurs de dossard distinctif sont les vainqueurs des classements finaux correspondant à la saison précédente, à condition que les titulaires soient présents.

### Globes de cristal
À la fin de la saison, les vainqueurs de tous les classements se voient décerner des trophées appelés « Globe de cristal ». Ces trophées sont soit individuels (classement général de la Coupe du monde, de l'individuel, du sprint, de la poursuite et du départ groupé), soit collectifs (classement général du relais par genre, du relais mixte et de la coupe des nations). Le trophée le plus volumineux et le plus prestigieux est celui attribué au vainqueur du classement général de la Coupe du monde, communément appelé « gros Globe de cristal ». Chaque vainqueur par discipline remporte quant à lui un petit « Globe de cristal ».

## Palmarès

### Hommes
| Saison    | Premier                  | Deuxième             | Troisième                  |
| --------- | ------------------------ | -------------------- | -------------------------- |
| 1977-1978 | Frank Ullrich            | Klaus Siebert        | Eberhard Rösch             |
| 1978-1979 | Klaus Siebert            | Frank Ullrich        | Vladimir Barnachov         |
| 1979-1980 | Frank Ullrich (2)        | Klaus Siebert        | Eberhard Rösch             |
| 1980-1981 | Frank Ullrich (3)        | Kjell Søbak          | Anatoli Aliabiev           |
| 1981-1982 | Frank Ullrich (4)        | Matthias Jacob       | Kjell Søbak                |
| 1982-1983 | Peter Angerer            | Eirik Kvalfoss       | Frank Ullrich              |
| 1983-1984 | Frank-Peter Rötsch       | Peter Angerer        | Eirik Kvalfoss             |
| 1984-1985 | Frank-Peter Rötsch (2)   | Iouri Kachkarov      | Eirik Kvalfoss             |
| 1985-1986 | André Sehmisch           | Peter Angerer        | Matthias Jacob             |
| 1986-1987 | Frank-Peter Rötsch (3)   | Fritz Fischer        | Jan Matouš                 |
| 1987-1988 | Fritz Fischer            | Eirik Kvalfoss       | Johann Passler             |
| 1988-1989 | Eirik Kvalfoss           | Alexandre Popov      | Sergueï Tchepikov          |
| 1989-1990 | Sergueï Tchepikov        | Eirik Kvalfoss       | Valeri Medvedtsev          |
| 1990-1991 | Sergueï Tchepikov (2)    | Mark Kirchner        | Andreas Zingerle           |
| 1991-1992 | Jon Åge Tyldum           | Mikael Löfgren       | Sylfest Glimsdal           |
| 1992-1993 | Mikael Löfgren           | Mark Kirchner        | Pieralberto Carrara        |
| 1993-1994 | Patrice Bailly-Salins    | Sven Fischer         | Frank Luck                 |
| 1994-1995 | Jon Åge Tyldum (2)       | Patrick Favre        | Wilfried Pallhuber         |
| 1995-1996 | Vladimir Dratchev        | Viktor Maïgourov     | Sven Fischer               |
| 1996-1997 | Sven Fischer             | Ole Einar Bjørndalen | Viktor Maïgourov           |
| 1997-1998 | Ole Einar Bjørndalen     | Ricco Gross          | Sven Fischer               |
| 1998-1999 | Sven Fischer (2)         | Ole Einar Bjørndalen | Frank Luck                 |
| 1999-2000 | Raphaël Poirée           | Ole Einar Bjørndalen | Sven Fischer               |
| 2000-2001 | Raphaël Poirée (2)       | Ole Einar Bjørndalen | Frode Andresen             |
| 2001-2002 | Raphaël Poirée (3)       | Pavel Rostovtsev     | Ole Einar Bjørndalen       |
| 2002-2003 | Ole Einar Bjørndalen (2) | Vladimir Dratchev    | Ricco Gross                |
| 2003-2004 | Raphaël Poirée (4)       | Ole Einar Bjørndalen | Ricco Gross                |
| 2004-2005 | Ole Einar Bjørndalen (3) | Sven Fischer         | Raphaël Poirée             |
| 2005-2006 | Ole Einar Bjørndalen (4) | Raphaël Poirée       | Sven Fischer               |
| 2006-2007 | Michael Greis            | Ole Einar Bjørndalen | Raphaël Poirée             |
| 2007-2008 | Ole Einar Bjørndalen (5) | Dmitri Yarochenko    | Emil Hegle Svendsen        |
| 2008-2009 | Ole Einar Bjørndalen (6) | Tomasz Sikora        | Emil Hegle Svendsen        |
| 2009-2010 | Emil Hegle Svendsen      | Christoph Sumann     | Ivan Tcherezov             |
| 2010-2011 | Tarjei Bø                | Emil Hegle Svendsen  | Martin Fourcade            |
| 2011-2012 | Martin Fourcade          | Emil Hegle Svendsen  | Andreas Birnbacher         |
| 2012-2013 | Martin Fourcade (2)      | Emil Hegle Svendsen  | Dominik Landertinger       |
| 2013-2014 | Martin Fourcade (3)      | Emil Hegle Svendsen  | Johannes Thingnes Bø       |
| 2014-2015 | Martin Fourcade (4)      | Anton Shipulin       | Jakov Fak                  |
| 2015-2016 | Martin Fourcade (5)      | Johannes Thingnes Bø | Anton Shipulin             |
| 2016-2017 | Martin Fourcade (6)      | Anton Shipulin       | Johannes Thingnes Bø       |
| 2017-2018 | Martin Fourcade (7)      | Johannes Thingnes Bø | Anton Shipulin             |
| 2018-2019 | Johannes Thingnes Bø     | Aleksandr Loginov    | Quentin Fillon Maillet     |
| 2019-2020 | Johannes Thingnes Bø (2) | Martin Fourcade      | Quentin Fillon Maillet     |
| 2020-2021 | Johannes Thingnes Bø (3) | Sturla Holm Lægreid  | Quentin Fillon Maillet     |
| 2021-2022 | Quentin Fillon Maillet   | Sturla Holm Lægreid  | Sebastian Samuelsson       |
| 2022-2023 | Johannes Thingnes Bø (4) | Sturla Holm Lægreid  | Vetle Sjåstad Christiansen |
| 2023-2024 | Johannes Thingnes Bø (5) | Tarjei Bø            | Johannes Dale-Skjevdal     |
| 2024-2025 | Sturla Holm Lægreid      | Johannes Thingnes Bø | Éric Perrot                |

### Femmes

#### Coupe d'Europe
La Coupe d'Europe est la compétition féminine qui historiquement précède la création de la Coupe du monde féminine et laisse la place à celle-ci à partir de 1987. Officiellement, les lauréates indiquées dans le tableau suivant ne figurent donc pas au palmarès de la Coupe du monde.
| Saison    | Première        | Deuxième      | Troisième     |
| --------- | --------------- | ------------- | ------------- |
| 1982-1983 | Gry Østvik      | Siv Bråten    | Aino Kallunki |
| 1983-1984 | Mette Mestad    | Sanna Grønlid | Gry Østvik    |
| 1984-1985 | Sanna Grønlid   | Eva Korpela   | Kaya Parve    |
| 1985-1986 | Eva Korpela     | Sanna Grønlid | Lise Meloche  |
| 1986-1987 | Eva Korpela (2) | Anne Elvebakk | Sanna Grønlid |

#### Coupe du monde
| Saison    | Première                             | Deuxième               | Troisième                  |
| --------- | ------------------------------------ | ---------------------- | -------------------------- |
| 1987-1988 | Anne Elvebakk                        | Elin Kristiansen       | Nadezhda Aleksieva         |
| 1988-1989 | Elena Golovina                       | Natalia Prikostshikova | Svetlana Davidova          |
| 1989-1990 | Jiřina Adamičková                    | Anne Elvebakk          | Elena Golovina             |
| 1990-1991 | Svetlana Davidova                    | Myriam Bédard          | Anne Elvebakk              |
| 1991-1992 | Anfisa Reztsova                      | Anne Briand            | Petra Schaaf               |
| 1992-1993 | Anfisa Reztsova (2)                  | Myriam Bédard          | Anne Briand                |
| 1993-1994 | Svetlana Paramygina                  | Nathalie Santer        | Anne Briand                |
| 1994-1995 | Anne Briand                          | Svetlana Paramygina    | Uschi Disl                 |
| 1995-1996 | Emmanuelle Claret                    | Uschi Disl             | Petra Behle                |
| 1996-1997 | Magdalena Forsberg                   | Uschi Disl             | Simone G.-P. Memm          |
| 1997-1998 | Magdalena Forsberg (2)               | Uschi Disl             | Martina Zellner            |
| 1998-1999 | Magdalena Forsberg (3)               | Olena Zubrilova        | Uschi Disl                 |
| 1999-2000 | Magdalena Forsberg (4)               | Olena Zubrilova        | Corinne Niogret            |
| 2000-2001 | Magdalena Forsberg (5)               | Liv Grete Poirée       | Olena Zubrilova            |
| 2001-2002 | Magdalena Forsberg (6)               | Liv Grete Poirée       | Uschi Disl                 |
| 2002-2003 | Martina Glagow                       | Albina Akhatova        | Sylvie Becaert             |
| 2003-2004 | Liv Grete Poirée                     | Olga Pyleva            | Sandrine Bailly            |
| 2004-2005 | Sandrine Bailly                      | Kati Wilhelm           | Olga Pyleva                |
| 2005-2006 | Kati Wilhelm                         | Anna Carin Olofsson    | Martina Glagow             |
| 2006-2007 | Andrea Henkel                        | Kati Wilhelm           | Anna Carin Olofsson        |
| 2007-2008 | Magdalena Neuner                     | Sandrine Bailly        | Andrea Henkel              |
| 2008-2009 | Helena Ekholm                        | Kati Wilhelm           | Tora Berger                |
| 2009-2010 | Magdalena Neuner (2)                 | Simone Hauswald        | Helena Ekholm              |
| 2010-2011 | Kaisa Mäkäräinen                     | Andrea Henkel          | Helena Ekholm              |
| 2011-2012 | Magdalena Neuner (3)                 | Darya Domracheva       | Tora Berger                |
| 2012-2013 | Tora Berger                          | Darya Domracheva       | Andrea Henkel              |
| 2013-2014 | Kaisa Mäkäräinen (2) Tora Berger (2) |                        | Darya Domracheva           |
| 2014-2015 | Darya Domracheva                     | Kaisa Mäkäräinen       | Valj Semerenko             |
| 2015-2016 | Gabriela Koukalová                   | Marie Dorin-Habert     | Dorothea Wierer            |
| 2016-2017 | Laura Dahlmeier                      | Gabriela Koukalová     | Kaisa Mäkäräinen           |
| 2017-2018 | Kaisa Mäkäräinen (3)                 | Anastasia Kuzmina      | Darya Domracheva           |
| 2018-2019 | Dorothea Wierer                      | Lisa Vittozzi          | Anastasia Kuzmina          |
| 2019-2020 | Dorothea Wierer (2)                  | Tiril Eckhoff          | Denise Herrmann            |
| 2020-2021 | Tiril Eckhoff                        | Marte Olsbu Røiseland  | Franziska Preuß            |
| 2021-2022 | Marte Olsbu Røiseland                | Elvira Öberg           | Lisa Theresa Hauser        |
| 2022-2023 | Julia Simon                          | Dorothea Wierer        | Lisa Vittozzi              |
| 2023-2024 | Lisa Vittozzi                        | Lou Jeanmonnot         | Ingrid Landmark Tandrevold |
| 2024-2025 | Franziska Preuß                      | Lou Jeanmonnot         | Julia Simon                |

## Statistiques et Records

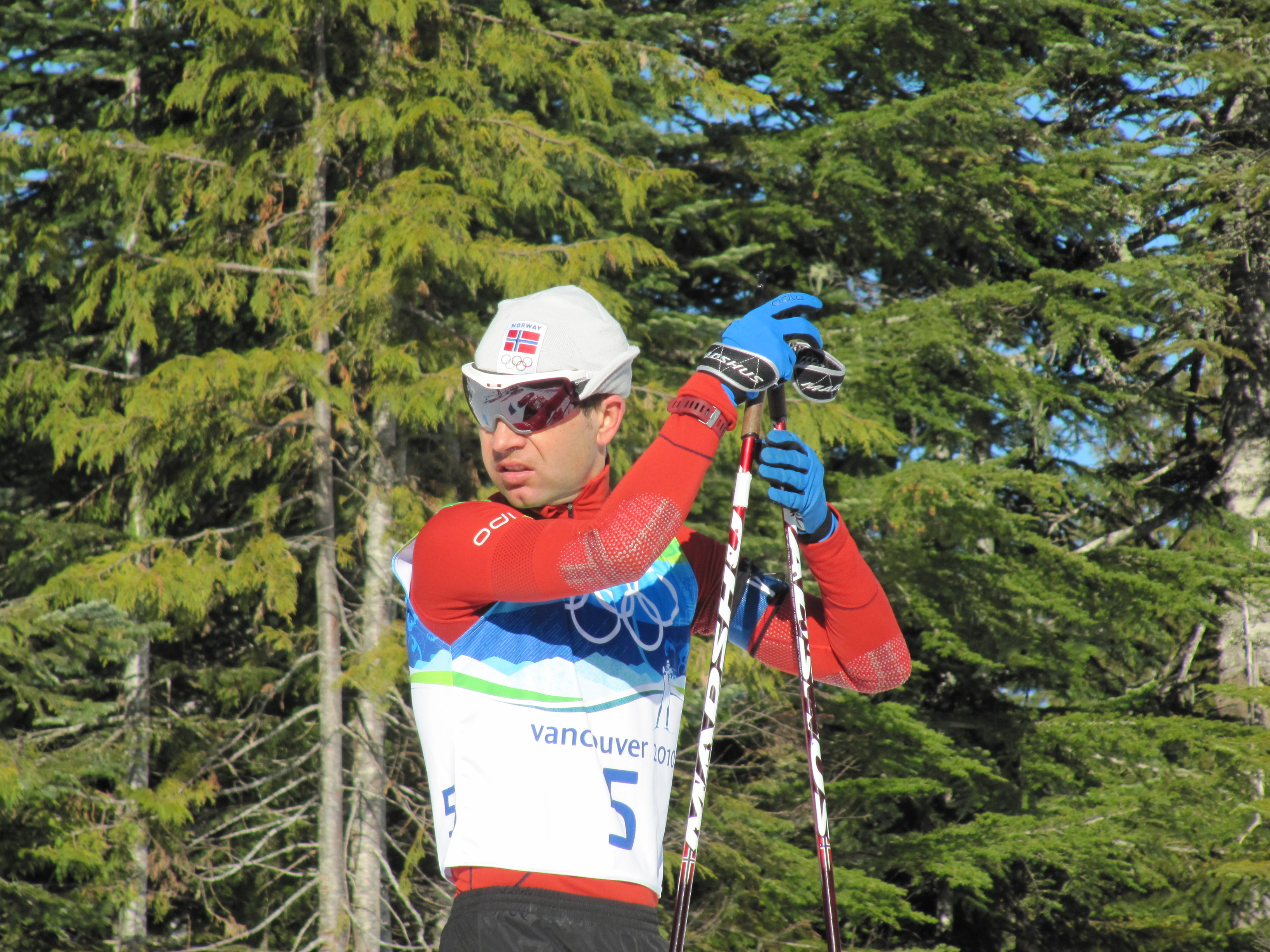
Ole Einar Bjørndalen durant le départ groupé des Jeux olympiques d'hiver de 2010.

La Coupe du monde de biathlon révèle une forte densité de biathlètes récompensés diversement. Ainsi, en 2021-2022, 104 hommes et 106 femmes ont marqué des points leur permettant de figurer au classement général final en terminant au moins une fois dans les 40 premiers au cours de la saison. Avec la multitude d'épreuves durant une saison, certains biathlètes figurent parmi les plus récompensés toutes disciplines des sports d'hiver confondues. C'est le cas notamment des multi-médaillés aux Jeux olympiques d'hiver, le Norvégien Ole Einar Bjørndalen (dont la carrière achevée en 2018 s'est étirée sur un quart de siècle), qui détient le record de victoires en Coupe du monde (95), et du champion français Martin Fourcade, qui détient lui le record de gros globes de cristal remportés (7 fois le classement général de la coupe du monde de 2011 à 2018, et ce consécutivement).

### Titres
| # | Biathlète            | Période   | Titres |
| - | -------------------- | --------- | ------ |
| 1 | Martin Fourcade      | 2011-2018 | 7      |
| 2 | Ole Einar Bjørndalen | 1997-2009 | 6      |
| 3 | Johannes Thingnes Bø | 2018-2024 | 5      |
| 4 | Frank Ullrich        | 1977-1982 | 4      |
| 4 | Raphaël Poirée       | 1999-2004 | 4      |
| 6 | Frank-Peter Rötsch   | 1983-1987 | 3      |
| 7 | Sergueï Tchepikov    | 1989-1991 | 2      |
| 7 | Jon Åge Tyldum       | 1991-1995 | 2      |
| 7 | Sven Fischer         | 1996-1999 | 2      |

| # | Biathlète          | Période   | Titres |
| - | ------------------ | --------- | ------ |
| 1 | Magdalena Forsberg | 1996-2002 | 6      |
| 2 | Magdalena Neuner   | 2007-2012 | 3      |
| 2 | Kaisa Mäkäräinen   | 2010-2018 | 3      |
| 4 | Anfisa Reztsova    | 1991-1993 | 2      |
| 4 | Dorothea Wierer    | 2018-2020 | 2      |
| 4 | Tora Berger        | 2012-2014 | 2      |

Palmarès par nation
| Hommes - 17 : Norvège - 13 : France - 10 : Allemagne de l'Est - 4 : Allemagne - 3 : Union soviétique / Russie - 1 : Suède | Femmes - 8 : Allemagne - 7 : Suède - 6 : Norvège - 4 : Union soviétique / Russie - 4 : France - 3 : Finlande - 3 : Italie - 2 : Tchécoslovaquie / Tchéquie - 2 : Biélorussie |

### Podiums au général
| Place | Athlète                | 1er | 2e | 3e | Total |
| ----- | ---------------------- | --- | -- | -- | ----- |
| 1     | Martin Fourcade        | 7   | 1  | 1  | 9     |
| 2     | Ole Einar Bjørndalen   | 6   | 6  | 1  | 13    |
| 3     | Johannes Thingnes Bø   | 5   | 3  | 2  | 10    |
| 4     | Raphaël Poirée         | 4   | 1  | 2  | 7     |
| 5     | Frank Ullrich          | 4   | 1  | 1  | 6     |
| 6     | Frank-Peter Roetsch    | 3   | 0  | 0  | 3     |
| 7     | Sven Fischer           | 2   | 2  | 4  | 8     |
| 8     | Sergei Tchepikov       | 2   | 0  | 1  | 3     |
| 9     | Jon Åge Tyldum         | 2   | 0  | 0  | 2     |
| 10    | Emil Hegle Svendsen    | 1   | 4  | 2  | 7     |
| 11    | Eirik Kvalfoss         | 1   | 3  | 1  | 5     |
| 12    | Sturla Holm Lægreid    | 1   | 3  | 0  | 4     |
| 13    | Peter Angerer          | 1   | 2  | 1  | 4     |
| 14    | Klaus Siebert          | 1   | 2  | 0  | 3     |
| 15    | Fritz Fischer          | 1   | 1  | 0  | 2     |
| 15    | Mikael Löfgren         | 1   | 1  | 0  | 2     |
| 15    | Vladimir Dratchev      | 1   | 1  | 0  | 2     |
| 15    | Tarjei Bø              | 1   | 1  | 0  | 2     |
| 18    | Quentin Fillon Maillet | 1   | 0  | 3  | 4     |
| 20    | André Sehmisch         | 1   | 0  | 0  | 1     |
| 20    | Michael Greis          | 1   | 0  | 0  | 1     |
| 20    | Patrice Bailly-Salins  | 1   | 0  | 0  | 1     |

| Place | Athlète               | 1er | 2e | 3e | Total |
| ----- | --------------------- | --- | -- | -- | ----- |
| 1     | Magdalena Forsberg    | 6   | 0  | 0  | 6     |
| 2     | Kaisa Mäkäräinen      | 3   | 1  | 1  | 5     |
| 3     | Magdalena Neuner      | 3   | 0  | 0  | 3     |
| 4     | Dorothea Wierer       | 2   | 1  | 1  | 4     |
| 5     | Tora Berger           | 2   | 0  | 2  | 4     |
| 6     | Anfisa Reztsova       | 2   | 0  | 0  | 2     |
| 7     | Kati Wilhelm          | 1   | 3  | 0  | 4     |
| 8     | Darya Domracheva      | 1   | 2  | 2  | 5     |
| 9     | Liv Grete Poirée      | 1   | 2  | 0  | 3     |
| 10    | Andrea Henkel         | 1   | 1  | 2  | 4     |
| 10    | Anne Briand           | 1   | 1  | 2  | 4     |
| 12    | Anne Elvebakk         | 1   | 1  | 1  | 3     |
| 12    | Sandrine Bailly       | 1   | 1  | 1  | 3     |
| 12    | Lisa Vittozzi         | 1   | 1  | 1  | 3     |
| 15    | Gabriela Koukalová    | 1   | 1  | 0  | 2     |
| 15    | Tiril Eckhoff         | 1   | 1  | 0  | 2     |
| 15    | Marte Olsbu Røiseland | 1   | 1  | 0  | 2     |
| 15    | Svetlana Paramygina   | 1   | 1  | 0  | 2     |
| 18    | Helena Ekholm         | 1   | 0  | 2  | 3     |
| 20    | Martina Glagow        | 1   | 0  | 1  | 2     |
| 20    | Svetlana Davidova     | 1   | 0  | 1  | 2     |
| 20    | Elena Golovina        | 1   | 0  | 1  | 2     |
| 20    | Julia Simon           | 1   | 0  | 1  | 2     |
| 20    | Franziska Preuss      | 1   | 0  | 1  | 2     |
| 25    | Laura Dahlmeier       | 1   | 0  | 0  | 1     |
| 25    | Emmanuelle Claret     | 1   | 0  | 0  | 1     |
| 25    | Jiřina Adamičková     | 1   | 0  | 0  | 1     |

### Globes de spécialité
Gains multiples (records uniquement)
| Épreuve           | Athlète/Nation                       | Nombre |
| ----------------- | ------------------------------------ | ------ |
| Individuel        | Martin Fourcade                      | 5      |
| Sprint            | Ole Einar Bjørndalen Martin Fourcade | 8      |
| Poursuite         | Martin Fourcade                      | 8      |
| Départ groupé     | Ole Einar Bjørndalen Martin Fourcade | 5      |
| Relais            | Norvège                              | 17     |
| Coupe des Nations | Norvège                              | 20     |

| Épreuve           | Athlète/Nation     | Nombre |
| ----------------- | ------------------ | ------ |
| Individuel        | Magdalena Forsberg | 4      |
| Sprint            | Magdalena Forsberg | 5      |
| Poursuite         | Magdalena Forsberg | 5      |
| Départ groupé     | Darya Domracheva   | 3      |
| Relais            | Allemagne          | 9      |
| Coupe des Nations | Allemagne          | 18     |

| Épreuve | Nation  | Nombre |
| ------- | ------- | ------ |
| Relais  | Norvège | 9      |

### Victoires
- Nombre de victoires individuelles en Coupe du monde (comprenant les Championnats du monde et les Jeux Olympiques) :

| Place | Nom                    | Victoires |
| ----- | ---------------------- | --------- |
| 1     | Ole Einar Bjørndalen   | 95        |
| 2     | Johannes Thingnes Bø   | 91        |
| 3     | Martin Fourcade        | 84        |
| 4     | Raphaël Poirée         | 44        |
| 5     | Emil Hegle Svendsen    | 38        |
| 6     | Sven Fischer           | 33        |
| 7     | Frank Ullrich          | 17        |
| 7     | Quentin Fillon Maillet | 17        |
| 9     | Sturla Holm Lægreid    | 16        |
| 10    | Vladimir Dratchev      | 15        |
| 10    | Frode Andresen         | 15        |
| 10    | Frank-Peter Roetsch    | 15        |
| 10    | Tarjei Bø              | 15        |
| 14    | Eirik Kvalfoss         | 14        |
| 15    | Simon Schempp          | 12        |
| 15    | Frank Luck             | 12        |
| 17    | Michael Greis          | 11        |
| 17    | Anton Shipulin         | 11        |
| 17    | Arnd Peiffer           | 11        |
| 17    | Mark Kirchner          | 11        |
| 17    | Peter Angerer          | 11        |
| 22    | Halvard Hanevold       | 9         |
| 22    | Ricco Groß             | 9         |
| 22    | Jakov Fak              | 9         |
| 25    | Klaus Siebert          | 8         |
| 25    | Viktor Maigourov       | 8         |
| 27    | Fritz Fischer          | 7         |
| 27    | Patrice Bailly-Salins  | 7         |
| 27    | Pavel Rostovtsev       | 7         |
| 27    | Ivan Tcherezov         | 7         |
| 27    | Lars Berger            | 7         |
| 27    | Björn Ferry            | 7         |
| 27    | Sebastian Samuelsson   | 7         |

| Place | Nom                       | Victoires |
| ----- | ------------------------- | --------- |
| 1     | Magdalena Forsberg        | 42        |
| 2     | Magdalena Neuner          | 34        |
| 2     | Darya Domracheva          | 34        |
| 4     | Uschi Disl                | 30        |
| 5     | Tiril Eckhoff             | 29        |
| 6     | Tora Berger               | 28        |
| 7     | Kaisa Mäkäräinen          | 27        |
| 8     | Liv Grete Poirée          | 22        |
| 8     | Andrea Henkel             | 22        |
| 8     | Laura Dahlmeier           | 22        |
| 11    | Olena Zubrilova           | 21        |
| 11    | Kati Wilhelm              | 21        |
| 13    | Sandrine Bailly           | 20        |
| 14    | Marte Olsbu Røiseland     | 19        |
| 15    | Anastasia Kuzmina         | 18        |
| 16    | Gabriela Koukalová        | 17        |
| 17    | Dorothea Wierer           | 16        |
| 18    | Martina Beck              | 15        |
| 18    | Julia Simon               | 15        |
| 20    | Helena Ekholm             | 13        |
| 20    | Olga Zaitseva             | 13        |
| 20    | Denise Herrmann           | 13        |
| 20    | Justine Braisaz-Bouchet   | 13        |
| 24    | Anna Carin Olofsson-Zidek | 12        |
| 24    | Lou Jeanmonnot            | 12        |
| 26    | Petra Behle               | 11        |
| 26    | Anfisa Reztsova           | 11        |
| 26    | Hanna Öberg               | 11        |
| 26    | Elvira Öberg              | 11        |
| 30    | Olga Medvedtseva          | 10        |
| 31    | Svetlana Paramyguina      | 9         |
| 31    | Galina Koukleva           | 9         |
| 33    | Corinne Niogret           | 8         |
| 33    | Linda Grubben             | 8         |
| 33    | Elena Golovina            | 8         |
| 33    | Lisa Vittozzi             | 8         |
| 37    | Simone Hauswald           | 7         |
| 37    | Marie Dorin-Habert        | 7         |

 : en activité
Dernière mise à jour le 23 mars 2025